# FreeRTOS
FreeRTOS — многозадачная операционная система реального времени (ОСРВ) для встраиваемых систем. Портирована на 35 микропроцессорных архитектур. Распространяется под лицензией MIT с 2017 года. До 2017 года распространялась под модифицированной лицензией GPL с исключением, позволяющим разработчику присвоить модифицированный код операционной системы.

## Поддерживаемые процессоры
FreeRTOS поддерживает процессоры следующих производителей:
- Altera
- Atmel
- Cortus
- Cypress
- Energy Micro
- Freescale
- Fujitsu
- Infineon
- Luminary Micro
- Microchip
- Microsemi (бывший Actel)
- Multiclet
- NEC
- NXP
- Renesas Electronics
- Silicon Labs
- STMicroelectronics
- Texas Instruments
- Xilinx
- Intel (x86 real mode)
- Миландр
- Intel (x86 Windows Simulator)
- Intel (Nios II)

## Описание
FreeRTOS предназначена для работы на массовых микроконтроллерах, особенностями которых являются низкое быстродействие, малый объём ОЗУ и ПЗУ, отсутствие блока управления памятью и реализованных на аппаратном уровне механизмов поддержки многозадачности, например, средств быстрого переключения контекста.
Диспетчер системы очень прост и компактен (занимает, в зависимости от платформы и настроек ядра, 4-9 килобайт), однако поддерживает приоритеты процессов, вытесняющую и кооперативную многозадачность, семафоры и очереди. Начиная с версии 4, FreeRTOS позволяет использовать сопрограммы.
Версия 9.1.0 получила поддержку компилятора ARM Compiler 6.
Ядро системы умещается в несколько файлов.

## Дистрибутив
Дистрибутив FreeRTOS может быть свободно скачан с сайта разработчика, бесплатно и без предоставления какой-либо информации (регистрации, заполнения каких-либо форм и т. п.). Документация в состав самого дистрибутива не входит, она доступна на сайте разработчика.
В состав дистрибутива входят подготовленные конфигурационные файлы и демонстрационные программы для каждой архитектуры, что позволяет очень быстро начать новую разработку. Для читаемости и лёгкости модификации код большей частью написан на Си, ассемблерные вставки используются в минимальном объёме в платформоспецифичных участках. Сайт разработчика также содержит подробное руководство по использованию и портированию FreeRTOS.

## Варианты

### Amazon FreeRTOS
Amazon FreeRTOS отличается поставкой дополнительных библиотек, упрощающих организацию безопасного соединения устройств на базе микроконтроллеров с облачными сервисами AWS IoT Core или более мощными устройствами, работающими под управлением AWS Greengrass. В Amazon FreeRTOS обеспечена поддержка TLS 1.2, PKCS#11, шифрования данных, проверки целостности прошивки по цифровой подписи. Предложены средства для обновления прошивки в режиме OTA (over-the-air). Сетевой стек включает поддержку MQTT, TCP/IP и Wi-Fi. Для выбора и установки программных компонентов прошивки предлагается управляющий интерфейс Amazon FreeRTOS Console. Специфичные для Amazon FreeRTOS компоненты, как и ядро FreeRTOS, распространяются под лицензией MIT.

### SafeRTOS, OpenRTOS
Проект «SafeRTOS» — доработанный, документированный, протестированный и прошедший сертификацию (в мае 2007) на соответствие стандарту безопасности IEC 61508 вариант FreeRTOS. Другой проприетарный коммерческий вариант системы, OpenRTOS — отличается от свободной версии, помимо лицензии и предоставляемых гарантий, лишь некоторыми деталями.

### ESP-IDF FreeRTOS
Компания Espressif Systems для поддержки своих двухъядерных микроконтроллеров серии ESP (таких как ESP32 и ESP32-S3) предоставляет двухъядерную реализацию FreeRTOS с поддержкой SMP (симметричной многопроцессорной обработки). Свою версию FreeRTOS компания назвала ESP-IDF FreeRTOS.